# Ministério do Turismo (Portugal)
O Ministério do Turismo foi um efémero departamento do Governo da República Portuguesa, existente apenas durante a vigência do XVI Governo Constitucional, entre 2004 e 2005. O departamento resultou da autonomização do setor do turismo do anterior Ministério da Economia, transformando-o num ministério separado. O único ministro do Turismo foi Telmo Correia.
O Ministério do Turismo foi extinto com a entrada em funções do XVII Governo Constitucional, sendo o setor do turismo absorvido pelo Ministério da Economia e da Inovação. Atualmente está integrado no Ministério da Economia, dirigido por Pedro Siza Vieira.